# 쏘스뮤직의 음반
다음은 쏘스뮤직에서 발매한 음반 목록이다.

## 2010년대
- 2010년 7월 1일 간미연 - [Digital Single] 미쳐가
- 2011년 2월 17일 간미연 - Watch
- 2011년 6월 14일 8eight - [Digital Single] 그대는 정말 대단해요
- 2011년 6월 21일 8eight - 8eight
- 2011년 7월 29일 간미연 - Feeling Project #1
- 2011년 9월 29일 간미연 - Obsession
- 2011년 12월 29일 간미연 - Feeling Project #2
- 2012년 1월 2일 이현 - The Healing Echo
- 2012년 1월 27일 8eight - 도롱뇽도사와 그림자 조작단 OST Part.1[1]
- 2012년 4월 3일 이현 - 패션왕 OST Part.2
- 2012년 4월 20일 이현, 간미연 - Feeling Project #3
- 2012년 5월 2일 주희 - 인현왕후의 남자 OST Part.3
- 2012년 6월 17일 이현 - 신사의 품격 OST Part.3
- 2012년 7월 16일 글램 - Party (XXO)
- 2012년 9월 20일 이든비츠 - Eden Beats
- 2012년 10월 5일 이현 - [Digital Single] 촌스러워서
- 2012년 10월 26일 글램 - 다섯 손가락 OST Part.4
- 2012년 11월 12일 이현 - 드라마의 제왕 OST Part.1
- 2013년 1월 2일 글램 - [Digital Single] I Like That
- 2013년 3월 13일 글램 - [Digital Single] 거울앞에서
- 2013년 7월 1일 다희 - 최고다 이순신 OST Part.4[2]
- 2013년 12월 26일 이든비츠 - [Digital Single] For Your All Kinds Of Night Part.1
- 2014년 2월 4일 글램 - [Digital Single] Give It 2 U
- 2014년 12월 5일 MIO - [Digital Single] 집을 사야해
- 2015년 1월 15일 여자친구 - Season of Glass
- 2015년 4월 8일 유주 - 냄새를 보는 소녀 OST Part.2[3]
- 2015년 5월 20일 유주 - [Digital Single] 우연히 봄[3]
- 2015년 7월 23일 여자친구 - Flower Bud
- 2015년 9월 3일 MIO - [Digital Single] 새빨간 거짓말
- 2015년 12월 21일 MIO - [Digital Single] 눈물이 차올라
- 2016년 1월 25일 여자친구 - SNOWFLAKE
- 2016년 3월 7일 은하 - 육룡이 나르샤 OST Part.7[4]
- 2016년 3월 11일 유주 - [Digital Single] 보일 듯 말 듯[5]
- 2016년 7월 11일 여자친구 - LOL
- 2016년 8월 27일 신비 - 신데렐라와 네 명의 기사 OST Part.3
- 2016년 9월 29일 엄지 - 쇼핑왕 루이 OST Part.2
- 2016년 9월 5일 MIO - [Digital Single] 하루라도
- 2016년 10월 12일 은하 - [Digital Single] Fall, in girl Vol.1[6]
- 2016년 12월 3일 MIO - [Digital Single] 이 노래가
- 2016년 12월 5일 여자친구 X 피카친구 - 포켓몬 더 무비 XY&Z: 볼케니온 - 기계왕국의 비밀 OST
- 2017년 3월 6일 여자친구 - THE AWAKENING
- 2017년 3월 16일 예린 - [Digital Single] 왜 또 봄이야[7]
- 2017년 8월 1일 여자친구 - PARALLEL
- 2017년 9월 13일 여자친구 - RAINBOW
- 2017년 10월 2일 은하 - 사랑의 온도 OST Part.2
- 2017년 10월 26일 은하 - [Digital Single] 왼손 오른손[8]
- 2017년 10월 27일 유주 - [Digital Single] Heart Signal[9]
- 2017년 11월 3일 은하 - 더 패키지 OST Part.5[10]
- 2017년 12월 5일 유주 - [Digital Single] 첫사랑[11]
- 2018년 4월 30일 여자친구 - Time for the moon night
- 2018년 5월 23일 여자친구 - [Japan] 今日から私たちは ~GFRIEND 1st BEST~
- 2018년 6월 21일 여자친구 - 김비서가 왜 그럴까 OST Part.3
- 2018년 6월 29일 유주 - [Digital Single] Love Rain
- 2018년 7월 19일 여자친구 - Sunny Summer
- 2018년 8월 7일 유주 - 식샤를 합시다 3 OST Part.3
- 2018년 9월 11일 은하 - 러블리 호러블리 OST Part.4
- 2018년 9월 28일 신비 - [Digital Single] Wow Thing[12]
- 2018년 10월 10일 여자친구 - [Japan Single] Memoria/밤 (Time for the moon night)
- 2018년 11월 9일 유주 - 2018 월간 윤종신 11월호[13]
- 2018년 12월 24일 유주 - 복수가 돌아왔다 OST Part.5
- 2019년 1월 14일 여자친구 - Time for us
- 2019년 1월 28일 은하 - 왕이 된 남자 OST Part.3
- 2019년 2월 13일 여자친구 - [Japan Single] SUNRISE
- 2019년 3월 13일 여자친구 - [Japan Single] FLOWER
- 2019년 3월 20일 여자친구 - 한입만2 OST Part.1
- 2019년 3월 21일 김현빈, 채가호, 윤민국 - [Digital Single] _지마 (X1-MA)[14]
- 2019년 4월 11일 은하 - [Digital Single] BLOSSOM[15]
- 2019년 5월 31일 은하 - 절대그이 OST Part.3[16]
- 2019년 7월 1일 여자친구 - FEVER SEASON

## 2020년대
- 2020년 2월 3일 여자친구 - 回:LABYRINTH
- 2020년 2월 15일 여자친구 - [Digital Single] 투유 프로젝트 - 슈가맨3 Part.10[17]
- 2020년 3월 26일 엄지 - 어서와 OST Part.3
- 2020년 3월 27일 유주 - 유별나! 문셰프 OST Part.1
- 2020년 7월 13일 여자친구 - 回:Song of the Sirens
- 2020년 7월 22일 유주 - 우리 사랑했을까 OST Part.3
- 2020년 8월 28일 유주 - 앨리스 OST Part.1
- 2020년 10월 8일 신비 - 도도솔솔라라솔 OST Part.2
- 2020년 10월 14일 여자친구 - [Japan Digital Single] 回:LABYRINTH ~Crossroads~
- 2020년 10월 21일 여자친구 - [Japan Digital Single] 回:Song of the Sirens ~Apple~
- 2020년 11월 9일 여자친구 - 回:Walpurgis Night
- 2020년 11월 25일 신비 - [Digital Single] 신비송 (ㅅㅂㅅ): 자존감 프로젝트[18]
- 2020년 12월 17일 유주 - 여신강림 OST Part.2
- 2021년 1월 18일 신비 - 아름다웠던 우리에게 OST Part.2
- 2021년 1월 20일 유주 - 런 온 OST Part.10
- 2021년 2월 1일 은하 - 선배, 그 립스틱 바르지 마요 OST Part.3
- 2022년 5월 2일 LE SSERAFIM - FEARLESS
- 2022년 8월 9일 허윤진 - [Digital Single] Raise y_our glass
- 2022년 9월 20일 LE SSERAFIM - Antifragile
- 2023년 1월 2일 허윤진 - [Digital Single] 2022 Christmas VIBE - 허윤진
- 2023년 1월 9일 허윤진 - [Digital Single] I ≠ DOLL
- 2023년 3월 14일 허윤진 - [Digital Single] 피어나도록
- 2023년 5월 1일 LE SSERAFIM - Unforgiven
- 2023년 6월 9일 LE SSERAFIM - BASTIONS OST Part.4
- 2023년 7월 6일 LE SSERAFIM - [Digital Single] 이브, 프시케 그리고 푸른 수염의 아내 (English Ver.)
- 2023년 7월 28일 LE SSERAFIM - [Digital Single] 이브, 프시케 그리고 푸른 수염의 아내 (Rina Sawayama Remix)
- 2023년 8월 4일 LE SSERAFIM - [Digital Single] 이브, 프시케 그리고 푸른 수염의 아내 (Feat.Demi Lovato)
- 2023년 8월 14일 허윤진 - [Digital Single] Blessing In Disguise
- 2023년 8월 23일 LE SSERAFIM - [Japan Digital Single] Unforgiven
- 2023년 10월 27일 LE SSERAFIM - [Digital Single] Perfect Night
- 2023년 11월 23일 LE SSERAFIM - [Digital Single] Perfect Night (Holiday Remix)
- 2024년 2월 19일 LE SSERAFIM - EASY
- 2024년 3월 22일 LE SSERAFIM - Smart (Remixes)
- 2024년 8월 30일 LE SSERAFIM - CRAZY
- 2024년 9월 4일 LE SSERAFIM - [Digital Single] Crazy[19]
- 2024년 9월 9일 LE SSERAFIM - [Digital Single] Crazy (David Guetta Remix)[20]
- 2024년 12월 11일 LE SSERAFIM - [Japan Digital Single] CRAZY
- 2025년 1월 10일 허윤진 - [Digital Single] 해파리
- 2025년 1월 13일 여자친구 - Season of Memories
- 2025년 3월 14일 LE SSERAFIM - HOT
- 2025년 3월 17일 LE SSERAFIM - [Digital Single] HOT (English Ver.)
- 2025년 4월 14일 LE SSERAFIM - [Digital Single] HOT (English Ver.)[21]
- 2025년 6월 24일 LE SSERAFIM - [Japan Digital Single] DIFFERENT

## 같이 보기
- 빅히트 엔터테인먼트의 음반